# Isamu Shibayama
Isamu (Art) Shibayama (1930-31 de julio de 2018) fue un activista que luchó por los derechos civiles de los latinoamericanos de ascendencia japonesa que fueron internados ilegalmente en los Estados Unidos durante la Segunda Guerra Mundial.

## Biografía
Nacido en Lima, Perú en 1930, Shibayama tenía 13 años cuando él, junto con su familia, fueron detenidos por la policía peruana y deportados a los Estados Unidos. A su llegada a Nueva Orleans, fueron arrestados por el Servicio de Inmigración y Naturalización de los EE. UU. y transportados a Crystal City, Texas, donde fueron tomados como rehenes, para ser utilizados en intercambios de prisioneros de guerra con Japón. La familia formaba parte de un grupo de más de dos mil latinoamericanos de ascendencia japonesa que sufrieron un destino similar, la gran mayoría de los cuales eran peruanos.
 

En 1946, un año después del final de la guerra, la familia de Shibayama fue finalmente liberada del cautiverio, encontrándose varados en los Estados Unidos porque Perú se negó a recibirlos. Ellos lucharon para no ser deportados a Japón hasta que finalmente se les permitió permanecer en los Estados Unidos a condición de que obtuvieran el apoyo de un patrocinador. Shibayama finalmente logró el estatus de extranjero legal en 1956. En 1972 finalmente se le permitió convertirse en ciudadano de los Estados Unidos.
En la Ley de Libertades Civiles de 1988, el gobierno de EE. UU. proporcionó reparaciones de $20,000 a estadounidenses de origen japonés que fueron internados de manera similar, reconociendo su mal proceder y disculpándose con ellos. Sin embargo, este acto no se aplicó a aquellos que no eran ciudadanos de los EE. UU durante la guerra. Años más tarde, una coalición de latinoamericanos japoneses organizó una campaña por la justicia para demandar reparaciones y logró ganar el caso en la corte de justicia. En 1999, el gobierno federal expresó arrepentimiento y otorgó a cada uno de ellos 5000 dólares. Shibayama, sin embargo, rechazó el pago y demandó en la corte una reparación igual a la de los estadounidenses de origen japonés. Después de perder en un tribunal federal, él y sus hermanos llevaron su petición en 2002 ante la Comisión Interamericana de Derechos Humanos.
Shibayama murió el 31 de julio de 2018 en San José, California. Su caso aún estaba pendiente a la fecha de su muerte.

## Documental
Un documental que detalla la participación de los Estados Unidos en la extradición y el internamiento forzoso de ciudadanos peruanos japoneses durante la Segunda Guerra Mundial, incluida una biografía de Isamu Shibayama, fue producido en 2009 por Peek Media y el "Japanese Peruvian Oral History Project".